# Aneurisma
Un aneurisma es una pequeña protuberancia con forma de globo y llena de sangre que se forma en las paredes de los vasos sanguíneos.
Cualquier vaso puede presentarlo pero es más común en la arteria aorta, los vasos cerebrales, la arteria poplítea, la arteria mesentérica y la arteria esplénica.
Un aneurisma cerebral puede ocurrir en venas o arterias de la base del cerebro (en el polígono de Willis) y un aneurisma aórtico ocurre en la arteria principal que lleva sangre desde el ventrículo izquierdo del corazón al cerebro. Cuando el tamaño de un aneurisma aumenta, hay un riesgo significativo de rotura, lo que puede resultar en hemorragias graves, otras complicaciones o muerte. Los aneurismas pueden ser hereditarios o causados por enfermedades que debilitan las paredes de los vasos sanguíneos.
El término español «aneurisma» proviene del griego ἀνεύρυσμα [aneurysma] (‘dilatación’), de ἀνευρύνειν [aneurynein] (‘dilatar’).

## Clasificación
Los aneurismas son clasificados por el tipo, localización y el o los vasos afectados. Otros factores también pueden influir en la patología y el diagnóstico de los aneurismas.

### Verdaderos y falsos aneurismas
Un aneurisma verdadero es aquel que involucra las tres partes de la pared de una arteria (íntima, media y adventicia). Los aneurismas verdaderos incluyen aneurismas ateroscleróticos, sifilíticos, y congénitos, así como aneurismas ventriculares que siguen a los infartos transmurales (aneurismas que involucran a todas las capas de la pared atenuada del corazón también se consideran aneurismas verdaderos).
Un aneurisma falso, o pseudoaneurisma, no incluye primariamente la distorsión de un vaso. Es un cúmulo de sangre que gotea completamente fuera de una arteria o vena, pero confinada al lado del vaso por el tejido circundante. Esta cavidad llena de sangre finalmente se va a coagular lo suficiente para sellar la fuga o rotura de los tejidos más duros que encierra y que fluyen libremente entre las capas de otros tejidos o en los tejidos más flexibles. Los pseudoaneurismas puede ser causados por trauma que punza la arteria y son tipo de complicación de procedimientos percutáneos arteriales, como la arteriografía, injertos arteriales, o el uso de una arteria por inyección. Como en el caso de los aneurismas verdaderos, se puede sentir una masa anormal pulsátil a la palpación.

### Morfología
Los aneurismas son clasificados por su forma y tamaño macroscópico y son descritos como sacular o fusiformes. Los aneurismas saculares tienen forma esférica y contiene una porción de pared vascular; estos varían en tamaño de su diámetro desde 5 a 20 cm y son frecuentemente llenados completamente o parcialmente de trombos. Aneurismas fusiformes varían en diámetro y la longitud, y sus diámetros pueden extenderse hasta 20 cm. A menudo incluyen grandes porciones del arco aórtico ascendente y transverso, la aorta abdominal, o con menos frecuencia las arterias ilíacas. La forma de un aneurisma no es patognomónico de una enfermedad específica.

### Localización
Los aneurismas cerebrales, también conocidos como aneurismas intracraneales o del cerebro, se presentan más comúnmente en la arteria cerebral anterior, que es parte del círculo de Willis. Los siguientes sitios más comunes de la aparición aneurisma cerebral se encuentran en la arteria carótida interna.
Muchos aneurismas intracraneales no surgen distal al origen de las arterias renales a la aorta abdominal infrarrenal. Sin embargo, la evidencia creciente sugiere que aneurismas aórticos abdominales son una patología totalmente separada.
La aorta torácica también puede estar involucrada. Una forma común de aneurisma aórtico torácico implica el ensanchamiento de la aorta proximal y de la raíz de la aorta, lo que conduce a una insuficiencia aórtica. Los aneurismas pueden también ocurrir en las piernas, especialmente en los vasos profundos (por ejemplo, los vasos poplíteos en la rodilla).

## Signos y síntomas
La presentación de un aneurisma puede variar desde complicaciones potencialmente mortales de un choque hipovolémico a ser encontrado casualmente en una radiografía. Los síntomas se diferencian por el sitio del aneurisma y pueden incluir:

### Aneurisma cerebral
Los síntomas de un aneurisma cerebral se producen cuando el aneurisma comprime una estructura en el cerebro. En el caso de un aneurisma cerebral, los síntomas de un aneurisma que se ha roto y que no se ha roto pueden diferir entre sí.

#### Síntomas de un aneurisma que no se ha roto
- Fatiga
- Pérdida de percepción
- Pérdida de equilibrio
- Problemas en el habla
- Visión doble
- dolores de cabeza

#### Síntomas de un aneurisma roto
- Dolores de cabeza severos
- Perdida de la visión
- Visión doble
- Dolor o rigidez en el cuello
- Dolor por encima o detrás de los ojos

## Factores de riesgo
Un factor de riesgo para un aneurisma incluye la diabetes, obesidad, hipertensión, consumo de tabaco, alcoholismo, altos niveles de colesterol, deficiencia de cobre. Algunos tipos son el resultado de debilidad congénita o hereditaria en las paredes de las arterias.

## Fisiopatología
La formación de un aneurisma es probablemente el resultado de múltiples factores que afectan a ese segmento arterial y su medio ambiente local. Muchos aneurismas son ateroscleróticos en la naturaleza. La aparición y la expansión de un aneurisma en un segmento determinado del árbol arterial implican factores hemodinámicos locales y factores intrínsecos al segmento arterial en sí.
La aorta es un circuito de relativamente baja resistencia para la circulación de la sangre. Las extremidades inferiores tienen mayor resistencia arterial, y el trauma repetido de una onda en la aorta distal puede dañar una pared aórtica debilitada y contribuir a la degeneración aneurismática. Compuestos sistémicos de la lesión como la hipertensión aceleran la expansión de los aneurismas conocidos, y pueden contribuir a su formación.
El aumento de la dilatación aneurismática conduce a aumentar la tensión de la pared arterial o estrés de la misma. En términos hemodinámicos, el acoplamiento de la dilatación aneurismática y el incremento en la tensión de la pared se aproxima por la ley de Laplace. La ley de Laplace aplicado a un cilindro, explica que la tensión (arterial) de la pared es igual a la presión por el radio del conducto arterial dividida por el espesor de pared (T = [P × R] / t).A medida que aumenta el diámetro, aumenta la tensión de la pared, lo que contribuye a mayor aumento de diámetro y riesgo de ruptura. El espesor de la pared se reduce en aneurismas y añade, además, un aumento en la tensión de la pared.
Además, la pared de los vasos sanguíneos se suministra por la sangre dentro de su lumen en los seres humanos durante el desarrollo de un aneurisma, la parte más isquémica del aneurisma se encuentra en el extremo más lejano, dando como resultado el debilitamiento de la pared del vaso y ayudando a una mayor expansión del aneurisma. Así, con el tiempo todos los aneurismas, si se deja a completar su evolución, sufrirán de una ruptura en caso de que no haya intervención.
Un aneurisma micótico es un aneurisma que resulta de un proceso infeccioso que involucra la pared arterial. Una persona con un aneurisma micótico tiene una infección bacteriana en la pared de una arteria, lo que resulta en la formación de un aneurisma. Las localizaciones más comunes incluyen las arterias en el abdomen, el muslo, el cuello y el brazo. Un aneurisma micótico puede dar lugar a sepsis o hemorragia potencialmente mortal si el aneurisma se rompe. Menos del 3 % de los aneurismas aórticos abdominales son aneurismas micóticos.
Aunque la mayoría de los aneurismas se producen en una forma aislada, la aparición de los aneurismas saculares de la arteria comunicante anterior del círculo de Willis se asocian con una enfermedad autosómica dominante del riñón poliquístico (ADPKD). Este tipo de aneurisma ejerce una presión sobre el tejido cerebral circundante, causando su mal funcionamiento. Una ruptura de este tejido cerebral, podría causar sangrado excesivo alrededor del cerebro, llamado hemorragia subaracnoidea. Esta hemorragia severa puede causar daños al cerebro y causar discapacidades permanentes.
La tercera etapa de la sífilis también se manifiesta como un aneurisma de la aorta, que es debido a la pérdida de los vasa vasorum en la túnica adventicia.
Una minoría de los aneurismas son causados por una deficiencia de cobre. Numerosos experimentos con animales han demostrado que una deficiencia de cobre puede causar enfermedades afectadas por elastina como es la afectación en la fuerza del tejido. tissue strength [Harris].
La lisil oxidasa con enlaces cruzados del tejido conectivo se secreta normalmente, pero su actividad se reduce, debido a algunas de las moléculas de enzima inicial (apo-enzima o enzima sin el cobre) por la falta de cobre.
Hombres que mueren de aneurismas tienen un contenido de hígado (de cobre) que puede ser tan poco como 26 % de lo normal.
En tales hombres la capa media del vaso sanguíneo (donde la elastina es) es más delgado, pero su contenido de cobre elastina es el mismo que en el elastina de los hombres normales. El cuerpo por lo tanto debe tener alguna manera de evitar que el tejido de la elastina de crecimiento si no es lo suficientemente activa lisil oxidasa para ello. El hígado de un bebé tiene hasta diez veces más cobre que el hígado de un adulto.
El exceso de ingesta de zinc puede conducir a la deficiencia de cobre (hypocupremia). Esta deficiencia se debe a que el exceso de zinc en el cuerpo provoca reducción de la absorción de cobre.

## Diagnóstico
El diagnóstico de un aneurisma cerebral roto se hace comúnmente mediante la búsqueda de signos de hemorragia subaracnoidea en la tomografía computarizada (TC). Si la TC es negativa, pero una ruptura de aneurisma se sigue sospechando basada en los hallazgos clínicos, una punción lumbar se puede realizar para detectar sangre en el líquido cefalorraquídeo. La tomografía computada (CTA) es una alternativa a la angiografía tradicional, y se puede realizar sin la necesidad de un cateterismo arterial. Esta prueba combina un TC convencional con un medio de contraste el cual es inyectado a una vena. Una vez que el medio de contraste se inyecta en una vena, este viaja a las arterias cerebrales, y las imágenes se crean mediante una tomografía computarizada. Estas imágenes muestran exactamente cómo fluye la sangre hacia las arterias cerebrales.

## Tratamiento
Históricamente, el tratamiento de aneurismas arteriales se ha limitado a una intervención quirúrgica, o a la espera vigilante en combinación con el control de función arterial. En los últimos años, las técnicas endovasculares o mínimamente invasivas se han desarrollado para muchos tipos de aneurismas. Se usan dos métodos comúnmente para reparar un aneurisma:
- El clipaje (colocación de grapas) se hace durante una craneotomía abierta.
- La reparación endovascular, que es la más común. Esta reparación usa un espiral o embolización, que es el método menos invasivo.

¿Qué riesgos conlleva la cirugía en el tratamiento de un aneurisma?
La enfermedad coronaria, la insuficiencia cardiaca, la enfermedad pulmonar, y la edad avanzada, son factores que aumentan el riesgo de complicaciones derivadas de una intervención quirúrgica.
Con una minuciosa valoración preoperatoria y cuidados postoperatoris adecuados, la mortalidad operatoria se aproxima a 1% y 2%.Tras la rotura aguda, la mortalidad de la cirugía de urgencia suele ser superior al 50%.[cita requerida]

### Aneurismas intracraneales
Actualmente hay dos opciones de tratamiento para aneurismas cerebrales: recorte quirúrgico o un espiral endovascular. En la actualidad existe un debate en la literatura médica sobre qué tratamiento es el más adecuado dadas las situaciones particulares. El corte quirúrgico fue introducido por Walter Dandy del Hospital Johns Hopkins en 1937. Se compone de una craneotomía para exponer el aneurisma y cerrar la base del aneurisma con un clip. La técnica quirúrgica ha sido modificada y mejorada con los años. La colocación de espirales endovasculares fue presentado por Guido Guglielmi en la UCLA en 1991. Se compone de pasar un catéter en la arteria femoral en la ingle, a través de la aorta, a las arterias cerebrales, y finalmente llegar al aneurisma. Los espirales de platino inician una reacción de coagulación dentro del aneurisma que, si tiene éxito, eliminan el aneurisma.[cita requerida]

### Aneurismas aórticos y periféricos

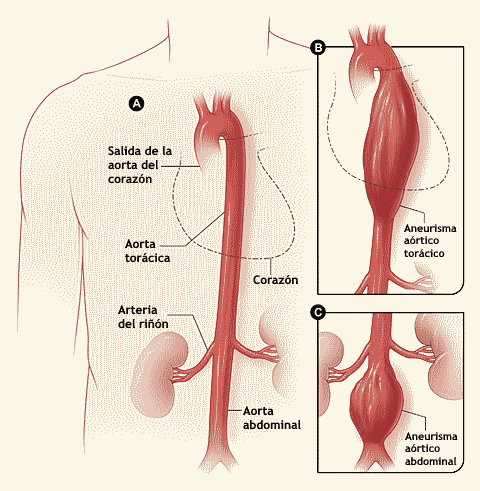
Esquema del aneurisma aórtico

Para los aneurismas de la aorta, brazos, piernas, o cabeza, la sección debilitada del vaso puede ser sustituido por un injerto de derivación que se sutura a los muñones vasculares. En lugar de costura, los extremos del tubo de injerto, hechas rígidas y expandible de nitinol alambre, se pueden insertar fácilmente en su diámetro reducido en los muñones vasculares y luego expandido hasta el diámetro más apropiado y permanentemente fijados allí por ligadura externa.
Los nuevos dispositivos han sido desarrollados recientemente para sustituir la ligadura externa por anillo expandible que permite el uso en la disección aguda aorta ascendente, proporcionando hermético (es decir, no depende de la integridad de coagulación), anastomosis fácil y rápida de extenderse a la concavidad del arco. 
Técnicas endovasculares menos invasivas permiten cubiertos injertos de dispositivo metálico que se inserta a través de las arterias de la pierna y desplegado a través del aneurisma.

### Aneurismas renales
Los aneurismas renales son muy raros, consistiendo de solo 0,1-0,09%, mientras que la ruptura es aún más rara. Tratamiento conservador con el control de la hipertensión arterial conjunta siendo la principal opción con aneurismas menores de 3 cm. Si los síntomas ocurren, o se alarga el aneurisma, entonces la reparación abierta o endovascular debe ser considerada. Las mujeres embarazadas, debido al alto riesgo de ruptura de hasta un 80%, deben ser tratadas quirúrgicamente.

## Epidemiología
Las tasas de incidencia de aneurismas craneales se estima entre el 0,4% y el 3,6%. Los que no tienen factores de riesgo han esperado prevalencia del 2-3%.: 181  En los adultos, las mujeres son más propensas a tener aneurismas, son más frecuentes en personas de 35 a 60, pero también puede ocurrir en niños. 
Los aneurismas son raros en los niños con una prevalencia de 0,5% a 4,6%. La incidencia más comunes son entre 50 años y generalmente no hay señales de advertencia. La mayoría de los aneurismas se desarrollan después de los 40 años. 

### Aneurismas pediátricos
Los aneurismas pediátricos tienen diferentes incidencias y características que los aneurismas adultos. Los aneurismas intracraneales son raros en la infancia, con más del 95% de todos los aneurismas ocurren en los adultos.: 235  Las tasas de incidencia son de dos a tres veces mayor en hombres, mientras que hay más grandes y gigantes aneurismas y un menor número de aneurismas múltiples [hemorragias intracraneales son 1,6 veces más probable que se deba a los aneurismas de malformaciones arteriovenosas cerebrales en los blancos, pero cuatro veces menos en ciertas poblaciones asiáticas.: 235 
La mayoría de los pacientes, especialmente los bebés, se presentan con hemorragia subaracnoidea y dolores de cabeza correspondientes o déficit neurológico. La tasa de mortalidad para los aneurismas pediátricos es menor que en los adultos.: 235 

### Factores de riesgo
Las tasas de incidencia son de dos a tres veces mayores en varones, mientras que hay más aneurismas gigantes y grandes y menos aneurismas múltiples. Hemorragias intracraneales son 1.6 veces más probables debido a los aneurismas de malformaciones arteriovenosas cerebrales en personas blancas, pero cuatro veces menos en ciertas poblaciones asiáticas.
La mayoría de los pacientes, especialmente los bebés, presentan hemorragia subaracnoidea y dolores de cabeza correspondientes o déficits neurológicos. La tasa de mortalidad para los aneurismas pediátricas es menor que en los adultos.